# Ivinghoe
Ivinghoe är en ort och civil parish i Storbritannien.   Den ligger i kommunen Buckinghamshire och riksdelen England, i den södra delen av landet, 50 km nordväst om huvudstaden London.